# مدارس التاريخ
هناك العديد من مدارس التاريخ، يعكس كل منها توجهًا تأريخيًا مختلفًا للموضوع.
لاحظ أن «مدرسة» التاريخ ليست مبنى ماديًا أو مؤسسة تعليمية، ولكنها مصطلح يُطبق على مجموعة من الأكاديميين المتفقين على فكر معين.
يمكن للمؤرخين أو لا يمكن لهم الاشتراك «بشكل رسمي» في مدرسة أو أكثر. وقد يميلون أيضًا إلى إحدى المدارس، أو يغيرون موقفهم خلال مسيرتهم العملية.
وقد اندثرت بعض المدارس بشكل كبير، نتيجة لفقدانها المصداقية.

## المدارس القائمة على فلسفات مختلفة
- المدرسة الحولية
- التأريخ الماركسي
- تاريخ ويج

## المدارس التي تركز على التاريخ من خلال نظام آخر
- المدرسة التاريخية للاقتصاد
- المدرسة التاريخية الألمانية (قانون)